# Ivancea, Tărgoviște
Ivancea (în bulgară Иванча) este un sat în comuna Popovo, regiunea Tărgoviște,  Bulgaria. 

## Demografie
Componența etnică a satului Ivancea
     Bulgari (95,83%)
     Nicio identificare (4,16%)
     Altele (0%)
La recensământul din 2011, populația satului Ivancea era de 24 locuitori. Din punct de vedere etnic, majoritatea locuitorilor (95,83%) erau bulgari. Pentru 4,16% din locuitori nu este cunoscută apartenența etnică.